# Samivel
Œuvres principales
- L’Amateur d’abîmes (1940)
- Trésor de l'Égypte (1954)
- Le soleil se lève en Grèce (1959)
- L'Or de l'Islande (1963)

Compléments
- Caméraman de Paul-Émile Victor

Samivel, nom de plume de Paul Gayet-Tancrède, né le 11 juillet 1907 à Paris et mort le 18 février 1992 à Grenoble, est un écrivain, poète, graphiste, illustrateur, cinéaste, photographe, explorateur et conférencier français, connu pour ses aquarelles de montagne.

## Biographie
Parisien de naissance, Paul Gayet-Tancrède est savoyard d'adoption. Sa mère avait un chalet aux Contamines-Montjoie, où il se rendait fréquemment, et où plus tard il a habité un certain temps. Il finit ses études au lycée de Chambéry, où il a comme professeur d'histoire et de géographie M. Petiot alias Daniel-Rops, avec lequel il conservera de bonnes relations.
Il a emprunté son pseudonyme Samivel à une lecture de son enfance, Les Aventures de Monsieur Pickwick de  Charles Dickens.

### Illustrateur
Samivel s'est d'abord fait connaître par ses illustrations, principalement des aquarelles, de revues, livres et albums consacrés à la montagne, car il a été un fervent des sports alpins dès sa jeunesse. Auteur de plusieurs premières dans le massif du Mont-Blanc, en particulier aux Contamines sur le massif de Tré-la-Tête, ses ascensions se comptent par centaines.
Sa carrière d'illustrateur débute en 1928 par une collaboration à des revues d'alpinisme, dont La Vie alpine. Cette même année, il adhère à la Société des peintres de montagne. Nait ensuite le précieux Sur les planches puis Sous l'œil des choucas où se retrouvent la montagne et l'humour. Plus tard, c'est L'Opéra de pics d'un ton plus philosophique que préfacera Jean Giono, Moins dix degrés et Neiges. Il signe Samivel, en hommage à Sam Weller, valet pince-sans-rire et flegmatique de M. Pickwick de Dickens, qu'il lisait dans son adolescence.
Samivel illustrera de grands auteurs : François Villon, Rabelais, Jean de La Fontaine, Swift, Ramuz, etc. Il écrira et illustrera des albums pour enfants : Brun l'Ours, Les malheurs d'Ysengrin, Goupil, François de France, Trag le Chamois, etc. Vers la même époque paraît Parade des diplodocus, Canard et Les blagueurs de Bagdad.
Il réalisera  ensuite la série des Dumollet. Une féerie théâtrale, La grande Nuit de Merlin et le Bonshommes de neige, « dessin inanimé » petit roman humoristique.

### Écrivain
Mais l'écrivain commence à pointer sous les images. Son premier récit L’Amateur d'abîmes paraît en 1940 et sera régulièrement réédité.
Après la Seconde Guerre mondiale, il collabore aux Nouvelles Littéraires. Il y écrira des articles et des nouvelles. Il en illustrera la première page avec des dessins humoristiques sur les arts et les lettres.

### Explorateur et cinéaste
Samivel accompagne Paul-Émile Victor dans la première expédition française au Groenland en 1948 et réalise trois films documentaires sur cette expédition (Les hommes du phoque, Printemps arctique et le film de l'expédition). Il réalisera également des aquarelles. Il écrira et illustrera un conte « eskimo » Ayorpok et Ayounghila.
Puis s'ensuit la période des voyages dont il rapportera à la fois des films et des livres. Ses sujets d'élection sont la nature et l'Histoire, d'abord sur le monde de l'Arctique, puis il réalisera un film sur la beauté de la nature alpestre Cimes et merveilles (1er prix international du film de montagne au Festival de Trente (Italie) en 1952).
Il fut également un précurseur très engagé, comme ses amis Théodore Monod[réf. nécessaire] ou Gilbert André,,, pour la protection de la nature et de la vie sous toutes ses formes, en particulier avec l'association Mountain Wilderness. Toute son existence, il mit ses multiples talents au service des espaces naturels menacés et des espèces en péril.

### Activités diverses
Plus tard, Samivel crée un nouveau style d'évocation du passé où l'aventure d'une civilisation est suggérée à travers les hommes, les grands décors naturels et les œuvres d'art. Ainsi en 1954, il voyage en Égypte et en rapportera son film Trésors de l'Égypte (1er prix international du film d'exploration dans le Temps). Puis il réalise Le Soleil se lève en Grèce, Univers géant ou les nouveaux voyages de Gulliver (conte philosophique dans lequel le héros de Swift se trouve projeté dans la jungle de l'herbe et le monde des insectes), L'Or de l'Islande, Cimes et merveilles II.
Cependant le Samivel graphiste n'a jamais cessé d'être fasciné par le monde de l'altitude. Ses aquarelles de neige et de haute montagne, proches de la vision des peintres extrêmes-orientaux sont exposées dans différents musées et galeries. Son œuvre est célèbre, notamment « ses fameuses aquarelles qui le feront connaître à un niveau international ».
L'écrivain marquera une prédilection particulière pour les nouvelles : Contes à pic, Contes des brillantes montagnes avant la nuit et Il y aura de l'eau pour les cygnes. Un roman, toujours d'actualité en 2013, Le Fou d'Edenberg lui vaut d'être nommé pour le prix Goncourt.
D'autres ouvrages de Samivel sont également consacrés à la montagne, tels que Les grands cols des Alpes, La grande ronde autour du Mont-Blanc, Monastères de montagnes et Montagne paradis ou le rêve romantique. Hommes, cimes et dieux est, quant à lui, consacré aux grandes mythologies de l'altitude et à la légende dorée des montagnes à travers le monde et fut récompensé par le prix Louis-Barthou de l'Académie française, tout comme Le grand Oisans sauvage.
Il est élu à l'Académie des sciences, belles-lettres et arts de Savoie, en 1983.
Il est également l'auteur de pièces de théâtre et d'un petit fascicule de chansons Chansons de montagne.
La Dame du puits, fablier pour adulte, paraît en 1991. Cette même année, Karel Prokop réalise un film documentaire sur Samivel : Samivel, l'esprit émerveillé diffusé sur FR3 et à la Télévision suisse romande.
Il fut aussi un conférencier recherché et très apprécié, notamment pour Connaissance du Monde et Exploration du Monde.
Sa bibliographie est riche et variée. Outre une cinquantaine livres et une quinzaine films, son œuvre comprend des collaborations à des ouvrages collectifs, des préfaces, des articles, des illustrations, des publicités, des cartes postales, des affiches, etc.
Il a été traduit en plusieurs langues notamment en anglais, allemand, italien, espagnol, polonais et islandais.

### Les Contamines

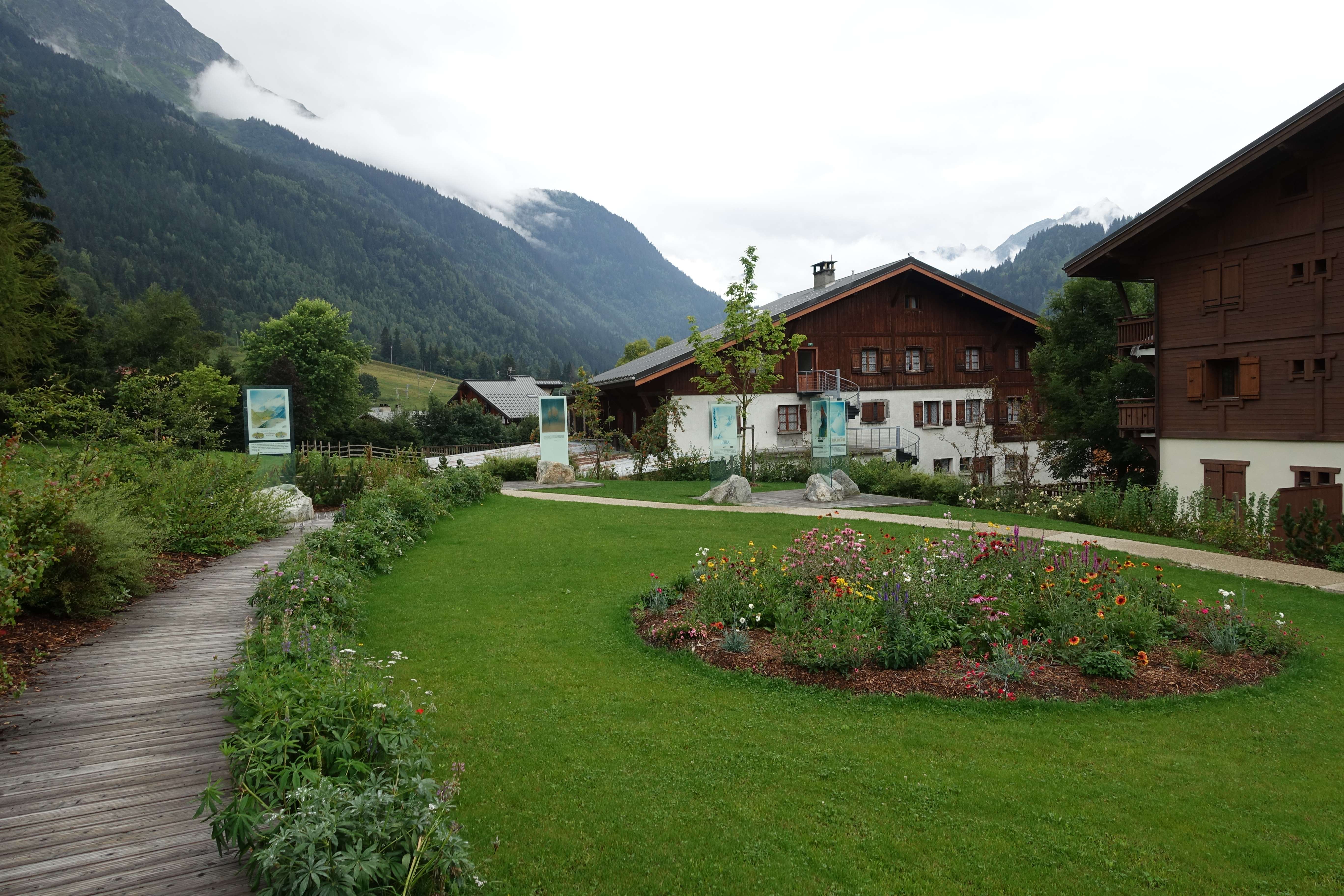
Le jardin Samivel aux Contamines-Montjoie.

Samivel possédait une maison aux Contamines qu'il tenait de sa mère, où il a habité longtemps. Elle lui servait de résidence lors de ses explorations et courses alpines. Il était attaché à ce village, dont il disait qu'il le connaissait « par cœur et par le cœur ». Il a d'ailleurs demandé qu'après sa mort, ses cendres soient dispersées sur les dômes de Miage, le sommet qui domine le village, 2 000 mètres plus haut, et dont l'esthétique claire a inspiré sa peinture.
En 1973 puis en 1975, il s'oppose violemment au maire de l'époque et un projet d'autoroute menaçant la faune et la flore du fond de la vallée. Il s'agit d'un vieux projet de « route des Grandes Alpes », menant par le nord au col du Joly par 12 kilomètres de route bitumée dans les alpages, qui vont servir aussi au ski. En mars 1974, il dénonce dans La Revue du Touring Club de France, « le saccage du seul espace naturel de moyenne montagne encore intact sur les versants français du mont Blanc ». Sans succès car, en 1976, les travaux démarrent. Samivel vend alors son vieux chalet aux volets bleus puis quitte définitivement les Contamines-Montjoie.
Un jardin public porte son nom aux Contamines : des affiches originales de Samivel y sont exposées sous verre.

## Œuvre

### Littérature, essai, nature, histoire
- L'Amateur d'abîmes. Récit, Stock, 1940, réédité.
- Chapeaux pointus. Fables, Stock, 1945.
- L'Île du piano à queue. Nouvelles, Arthaud, 1948[14].
- Contes à pic. Nouvelles, Arthaud, 1951, réédité.
- Contes des brillantes montagnes avant la nuit. Nouvelles, Arthaud, 1980.
- Il y aura de l'eau pour les cygnes, nouvelles, Albin Michel, 1983.
- Le Fou d'Edenberg. Roman, Albin Michel, 1967, réédité.
- L'Œil émerveillé ou la Nature comme spectacle. Essai, Albin Michel, 1976, réédité.
- Hommes, cimes et dieux. La légende dorée de la montagne. Essai, Arthaud, 1973, réédité.

- Prix Louis-Barthou 1976 de l’Académie française.
- Cimes et merveilles, Arthaud, 1952 et 1975.
- Grand Paradis, Arthaud, 1958.
- Univers géant, Arthaud, 1958.
- Trésor de l'Égypte, Arthaud, 1954.
- Le soleil se lève en Grèce, Arthaud, 1959.
- L'Or de l'Islande, Arthaud, 1963.
- Le Grand Oisans sauvage, Arthaud, 1978.

- Prix Pouchard 1980 de l’Académie française.
- Soleils en Provence, Arthaud, 1969.
- La grande ronde autour du Mont-Blanc, Glénat, 1981, réédité.
- Les grands passages des Alpes, Glénat, 1983.
- Monastères de montagne, Arthaud, 1985.
- Montagne paradis ou le rève romantique, Arthaud, 1988.
- L'Or des temps - Où brillent les étoiles..., Arthaud, 1988 ; réédition en un volume de la trilogie Trésor de l'Égypte, Le Soleil se lève en Grèce, L'Or de l'Islande.
- La Dame du puits. Fables, L'âge d'homme, 1991.
- Chansons de Montagne, IAC, 1941.
- Monsieur Dumollet sur le Mont-Blanc, réédité.
- Voyage vers le réel. Mélanges dédiés à Ella Maillart de Nicolas Bouvier, Miette Seyrig, Catherine Doamin, Samivel, Lewis Thompson etc., 1983.
- Le Joueur de flûte de Hamelin, 1990, Castor Poche, Flammarion.
- participations à des ouvrages collectifs et de nombreux articles dans les revues ainsi des préfaces de livres.

### Illustration
- Sur les planches, Didier & Richard, 1931.
- Sous l'œil des choucas ou Les plaisirs de l'alpinisme, Delagrave, 1932.
- - 10° Les sports d'hiver, Delagrave, 1933.
- Parade des diplodocus, Paul Hartmann, 1933.
- Gargantua et Pantagruel, Delagrave, 1934.
- Les Blagueurs de Bagdad, Paul Hartmann, 1935.
- La Légende du ski de Guy de Larigaudie, Delagrave, 1940.
- L'Opéra de pics, Paris, chez B. Arthaud, 1944.
- Vingt fables de La Fontaine, IAC, 1944.
- Train de fables, IAC, 1946.
- Bonshommes de neige, Didier, 1948, réédité.
- Trag le chamois de Micheline Morin Delagrave, 1948  (ISBN 2-206-00068-7).
- Histoire du naufragé volontaire, texte d'Alain Bombard, Édition de Paris, 1953.
- Samivel des rêves, Hoëbeke, 1986.
- Samivel des cimes, Hoëbeke, 1985.
- Tartarin sur les Alpes d'Alphonse Daudet, Hoëbeke, 1991.
- L'Île relativement déserte, Les Amis de Samivel, 2002.
- La grande peur dans la montagne de Charles Ferdinand Ramuz, Les Amis de Samivel et Les Amis de Ramuz, 2004.

### Varia
- publicités, affiches, lithographies, cartes postales, insignes, ex-libris, découpages, couvertures, jaquettes et frontispices.[réf. nécessaire]

### Filmographie
- L'Aiguille verte, 1934, avec Marcel Ichac pour assistant.
- Trésors de l'Égypte, 1954.
- L'Or de l'Islande, 1963.
- Cimes et merveilles, 1952 et 1973.
- Grand Paradis, 1956.
- Soleil de Provence, 1968.
- Univers géant, ou les nouveaux voyages de Gulliver, 1957.
- Chronique filmée de l'expédition française au Groenland, 1948.
- Les hommes du phoque, 1948.
- Printemps arctique, 1948.
- Les jardins de la mer, 1954.